# Національна лабораторія високого магнітного поля
Націона́льна лаборато́рія висо́кого магні́тного по́ля (англ. National High Magnetic Field Laboratory) — фізична лабораторія в Флориді, США, призначена для досліджень в області створення високих магнітних полів, для використання у фундаментальних дослідженнях в галузі фізики, біології, біоінженерії, хімії, геохімії, біохімії, науки про матеріали та техніки. Щороку, близько 1000 вчених (яких називають «користувачами»), використовують магніти без оплати. Лабораторія підтримується Національним науковим фондом (англ. National Science Foundation), а також владою штату Флорида. Це єдина організація в США такого типу і одна з дев'яти у світі. Це найбільша та найпотужніша магнітна лабораторія у світі.

## Програма поля постійного струму
Ціль програми поля постійного струму (continuous field — протяжного поля) — забезпечити спільноту користувачів найсильнішими, найтихішими, постійними магнітами (з плавною зміною магнітного поля) у світі в поєднанні з унікальною вимірювальною технікою та експериментальною довірчою експертизою.

## Досягнення користувачів
У 2008 році група канадських спеціалістів в галузі фізики конденсованих середовищ провела серію дослідів на гетероструктурах в умовах прикладання сильного магнітного поля (100 Т), і отримала надзвичайний результат — «квазі 3М — решітку Вігнера». Іншими словами — тривимірну (3D) електронну ґратку.